# Lucha en los Juegos Suramericanos de 2010
Se detallan los resultados de las competiciones deportivas para la especialidad de Lucha
en los IX Juegos Suramericanos.

## Lucha
El campeón de la especialidad Lucha fue  Venezuela.

### Medallero
Los resultados del medallero por información de la Organización de los Juegos Medellín 2010
fueron:

#### Medallero total
País anfitrión en negrilla. La tabla se encuentra ordenada por la cantidad de medallas de oro
| Núm.  | País      | Oro | Plata | Bronce | Total | Orden por Total |
| ----- | --------- | --- | ----- | ------ | ----- | --------------- |
| 1     | Venezuela | 9   | 6     | 5      | 20    | 1               |
| 2     | Colombia  | 6   | 9     | 4      | 19    | 2               |
| 3     | Ecuador   | 2   | 1     | 7      | 10    | 5               |
| 4     | Brasil    | 1   | 2     | 9      | 12    | 3               |
| 5     | Perú      | 1   | 2     | 8      | 11    | 4               |
| 6     | Argentina | 1   | 0     | 7      | 8     | 6               |
| TOTAL | TOTAL     | 20  | 20    | 40     | 80    |                 |

Fuente: Organización de los IX Juegos Suramericanos Medellín 2010

#### Medallero por género
País anfitrión en negrilla. La tabla se encuentra ordenada por la cantidad de medallas de oro
| Clasificación por Oro | País      | Hombres | Hombres | Hombres | Hombres | Mujeres | Mujeres | Mujeres | Mujeres | Mixtos | Mixtos | Mixtos | Mixtos | TOTAL | Clasificación por Total |
| Clasificación por Oro | País      |         |         |         | Total   |         |         |         | Total   |        |        |        | Total  | TOTAL | Clasificación por Total |
| 1                     | Venezuela | 7       | 4       | 3       | 14      | 2       | 2       | 2       | 6       | 0      | 0      | 0      | 0      | 20    | 1                       |
| 2                     | Colombia  | 3       | 7       | 3       | 13      | 3       | 2       | 1       | 6       | 0      | 0      | 0      | 0      | 19    | 2                       |
| 3                     | Ecuador   | 2       | 0       | 2       | 4       | 0       | 1       | 5       | 6       | 0      | 0      | 0      | 0      | 10    | 5                       |
| 4                     | Brasil    | 1       | 1       | 7       | 9       | 0       | 1       | 2       | 3       | 0      | 0      | 0      | 0      | 12    | 3                       |
| 5                     | Perú      | 0       | 2       | 7       | 9       | 1       | 0       | 1       | 2       | 0      | 0      | 0      | 0      | 11    | 4                       |
| 6                     | Argentina | 1       | 0       | 6       | 7       | 0       | 0       | 1       | 1       | 0      | 0      | 0      | 0      | 8     | 6                       |
| TOTAL                 | TOTAL     | 14      | 14      | 28      | 56      | 6       | 6       | 12      | 24      | 0      | 0      | 0      | 0      | 80    |                         |

Fuente: Organización de los IX Juegos Suramericanos Medellín 2010